# A Dal (2014)
A Dal egy hatrészes show-műsor, melynek keretén belül a nézők és a szakmai zsűri kiválasztotta, hogy ki képviselje Magyarországot a 2014-es Eurovíziós Dalfesztiválon.
2013. január 14-én este az MTVA egy sajtókonferencia keretében jelentette be, hogy részt kíván venni a soron következő dalversenyen és nyílt pályázatot írnak ki, akárcsak az előző két évben. A dalok leadásának határideje 2013. december 1-je lesz, jelentette be Lencsó Rita, az MTVA sajtófőnöke 2013. szeptember 26-án az M1 esti híradójában.
A verseny győztese Kállay-Saunders András lett, aki a Running című számával képviselte Magyarországot a 2014-es Eurovíziós Dalfesztiválon. Kállay-Saunders az Eurovíziós Dalfesztivál döntőjében 143 ponttal az ötödik helyet érte el, ami a második legjobb helyezés, amit magyar versenyző el tudott érni a dalfesztiválok történetében. Továbbá a kapott 143 pont a legtöbb, amit valaha magyar induló kapott. Az előadó a dalát először az első elődöntőben adta elő, ahonnan a tizenhat résztvevő közül a harmadik helyen kvalifikálta magát a döntőbe.
A nemzetközi dalfesztivál győztese a Ausztriát képviselő Conchita Wurst lett, aki 290 pontot összegyűjtve nyerte meg a döntőt. A Rise Like a Phoenix című dal emellett tizenhárom országtól kapta meg a maximális 12 pontot.
2014. december 16-án a harmadik alkalommal átadott Kamera Korrektúra-díjátadón a zene kategóriában a TV2 Sztárban sztár című műsorának döntője mögött a második helyen az MTVA A Dal 2014 döntője végzett.

## A helyszín
A műsort harmadik éve az MTVA Kunigunda útjai székházának egyes stúdiójában készítik, Budapesten.

## Műsorvezetők és a zsűritagok
A harmadik évadban a műsor házigazdája Novodomszky Éva, Gundel Takács Gábor, Harsányi Levente és Rátonyi Krisztina.
A szakmai zsűri:
- Kovács Kati: Kossuth-, Liszt Ferenc-, Fonogram Életmű- és Artisjus Életmű-díjas énekesnő, előadóművész, dalszerző, számos hazai és nemzetközi dalfesztivál győztese.
- Rúzsa Magdi: Máté Péter-díjas énekesnő, dalszerző, a 2007-es Eurovíziós Dalfesztivál hazai résztvevője.
- Csiszár Jenő: televíziós–rádiós műsorvezető.
- Rákay Philip: a Magyar Televízió vezérigazgató-helyettese

## A résztvevők
| Előadó                     | Dal                               | Zene / Szöveg                                                                                      |
| -------------------------- | --------------------------------- | -------------------------------------------------------------------------------------------------- |
| 2Beat or Not 2Beat         | Camon Babe (Meg akarom mondani)   | Stefaich Tibor / Dornai József, Stefaich Tibor                                                     |
| Belmondo                   | Miért ne higgyem?                 | Czutor Zoltán                                                                                      |
| Bogi                       | We All – Mindannyian              | Tóth G. Zoltán / Halász Péter, Tóth G. Zoltán                                                      |
| BülBüls                    | Minden mosoly                     | Bruzsa Gábor, Demeter Géza / Demeter Géza                                                          |
| Cserpes Laura              | Úgy szállj – Fly                  | Krajczár Péter, Mészáros László / Tabár István                                                     |
| Depresszió                 | Csak a zene                       | Hartmann Ádám, Nagy Dávid, Halász Ferenc, Kovács Zoltán, Pálffy Miklós / Halász Ferenc             |
| Dér Heni                   | Ég veled – Next Please            | Burai Krisztián, Dér Heni, Bodócki Ernő / Burai Krisztián, Szabó Norbert                           |
| Extensive                  | Help Me – Ments meg               | Héjja Krisztián, Horvay Máté, Dolmán Attila / Héjja Krisztián                                      |
| Fool Moon                  | It Can’t Be Over – Ha vele vagyok | Bella Máté, Rácz Gergő / Galambos Attila, Szente Vajk                                              |
| Gájer Bálint               | Elmaradt pillanatok               | Romhányi Áron, Gájer Bálint / Orbán Tamás                                                          |
| Group'N'Swing              | Retikül                           | Romhányi Áron / Lombos Márton                                                                      |
| Hien                       | The Way I Do – Ezt érzem igazán   | Nguyen Thanh Hien / Johnny K. Palmer                                                               |
| Honeybeast                 | A legnagyobb hős                  | Kovács Zoltán                                                                                      |
| Joni                       | Waterfall – Húz az ár             | Johanna Toth, Gabriella Wilson, Phil Greiss, Michael James Down, Emanule Abrahamsson, Pataki Tamás |
| Kállay Saunders            | Running – Hova szaladnál?         | Kállay Saunders, Szakos Krisztián / Kállay Saunders, Tabár István                                  |
| Király Linda               | Everything – Mind te vagy         | Király Linda, Shannon Sanders / Király Linda, Király Tamás                                         |
| Király Viktor              | Running Out Of Time – Miért?      | Király Viktor, Diamond Duggal / Király Viktor, Király Tamás                                        |
| Knoll Gabi                 | Sweet Memories – Emlékek          | Mike Previti, Steve Horner / Mike Previti, Steve Horner, Knoll Gabi                                |
| Lil C                      | Break Up                          | Burai Krisztián, Bodóczki Ernő, Kelemen Csaba / Kelemen Csaba                                      |
| Marge                      | Morning Light – Reggeli fény      | Szakos Krisztián / Batta Zsuzsanna "Marge"                                                         |
| Muzikfabrik                | This is my Life – Ez az életem    | Rozmann András, Sinka Szilárd, Sövegjártó László / Hegyi Ákos, Sövegjártó László                   |
| Mystery Gang               | Játssz még jazzgitár              | Egri Péter                                                                                         |
| New Level Empire           | The Last One – Az utolsó          | Krajczár Péter, Ujvári Zoltán Szilveszter, Nyújtó Sándor, Mayer Petra / Ujvári Zoltán Szilveszter  |
| Oláh Ibolya                | Egy percig sztár                  | Oláh Ibolya                                                                                        |
| Pál Dénes                  | Brave New World – Szép új világ   | Gatti di Amalfi / Jónás Vera, Dobrády Ákos, Kotsy Kriszta, Pál Dénes                               |
| Polyák Lilla               | Karcolás – Rise Again             | Rakonczai Viktor, Rácz Gergő / Homonnay Zsolt, Johnny K. Palmer                                    |
| Radics Gigi                | Catch Me – Kapj el                | Freja Blomberg, Maria Marcus / Charlie Mason                                                       |
| Szabó Leslie               | Hogy segíthetnék                  | Szabó Leslie                                                                                       |
| Szécsi Saci és Szécsi Böbe | Born To Fly                       | Szécsi Sarolta, Czutor Zoltán, Csöndör László Diaz / Szécsi Sarolta                                |
| Vastag Tamás               | Állj meg világ – Miss One Smile   | Vastag Tamás, Johnny Sanchez, Erik Mjörnell, Samuel Gajicki, Primož Poglajen                       |

## A versenyszabályok változása

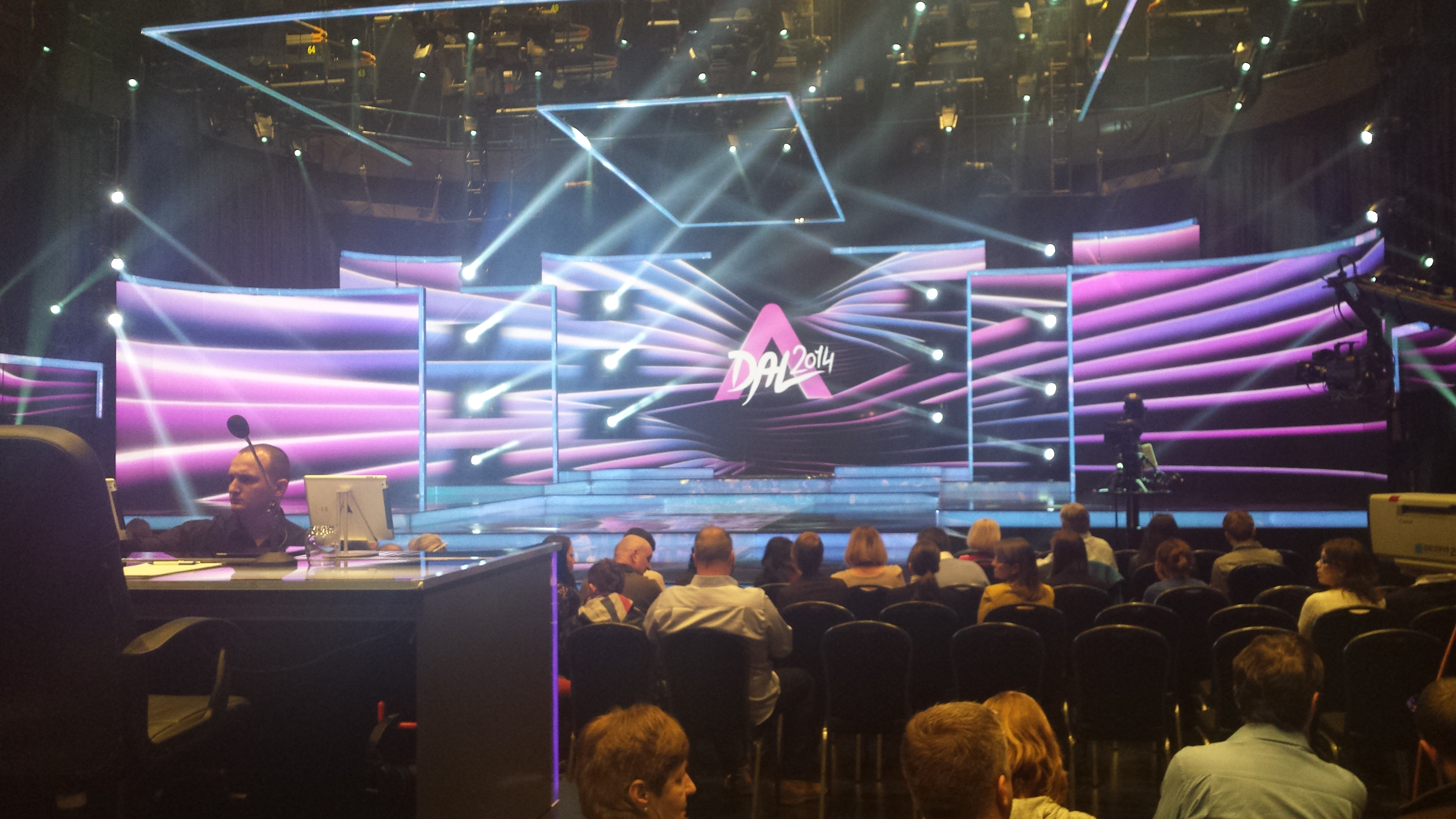
A Dal 2014 stúdiója az MTVA székházában

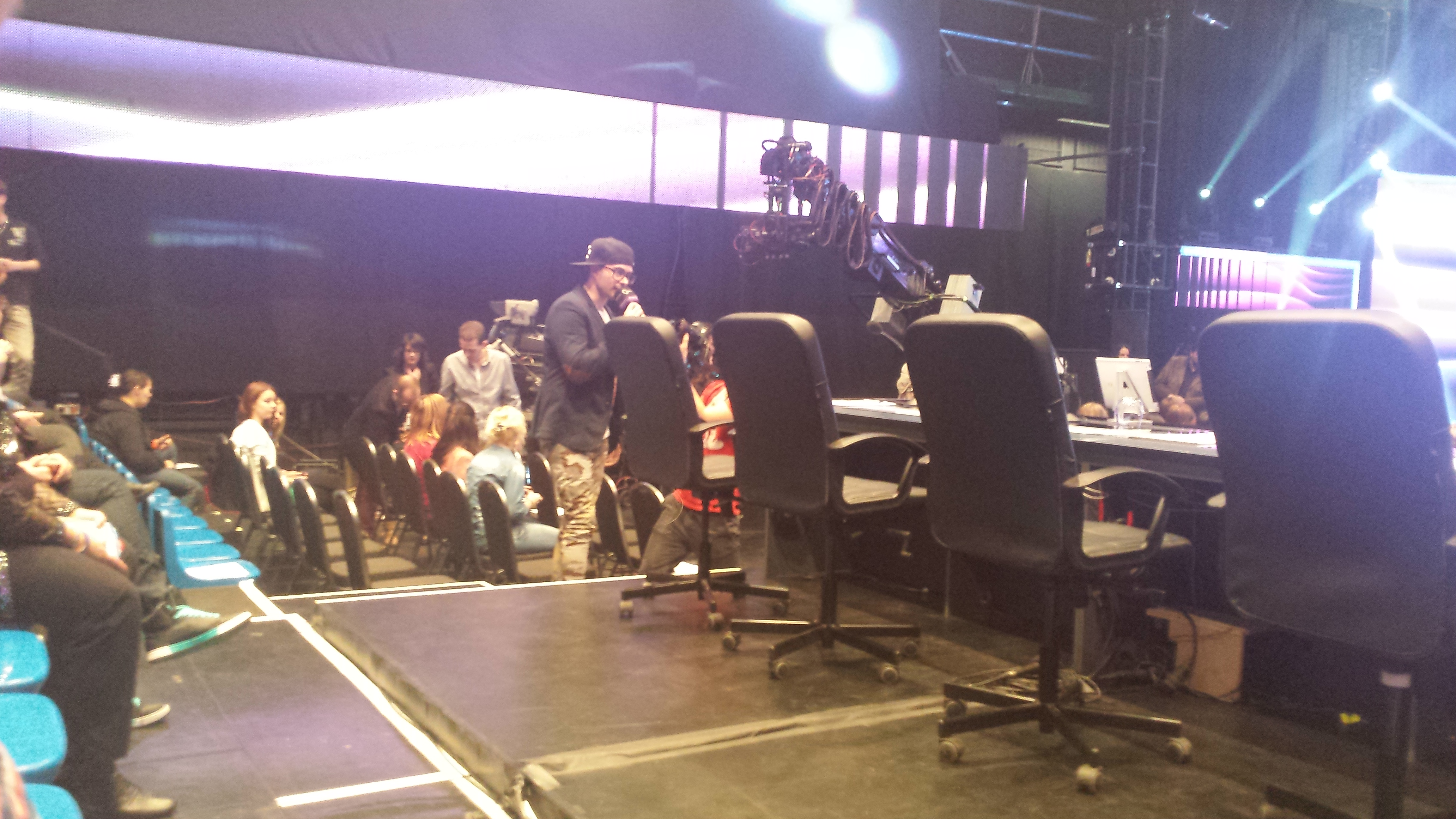
ByeAlex digitális kommentátor, az első elődöntő előtt

A Médiaszolgáltatás-támogató és Vagyonkezelő Alap 2013. október 10-én hozta nyilvánosságra a pályázati feltételeket. Változtatás az előző évadhoz képest, hogy a magyar nyelvű dalszövegek mellett angolul, valamint a Magyarország területén élő kisebbségek nyelvén írt pályaműveket is várt a zsűri, azonban minden dalhoz csatolni kellett egy magyar nyelvű szöveget is. Tehát összesen tizenöt különböző nyelven is megszólalhattak volna a műsor dalai, melyek az alábbiak: angol, bolgár, cigány, görög, horvát, lengyel, magyar, német, örmény, román, ruszin, szerb, szlovák, szlovén és ukrán. Habár angol és magyar dalokon kívül nem válogattak a legjobb harmincba más nyelven íródott szerzeményeket.

## Az előválogatás
A nevezéseket a határidőt követő tíz napon belül ellenőrizni kellett, hogy azok megfelelnek-e a felhívásban rögzített alaki feltételeknek. Az ellenőrzést egy legalább három személyből álló, a Szórakoztató műsorok főszerkesztőségének vezetője által kijelölt ellenőrző bizottság végezte. Az ellenőrzést három munkanapon belül végezték el. Hiánypótlásra, illetve más korrekcióra a nevezési határidő után nincs lehetőség, így a felhívásnak nem megfelelő jelentkezések, ebbe beleértve az elkésetteket is, kizárásra kerültek a versenyből. Az előzsűrizés meghallgatással történt úgy, hogy az előzsűri tagjai sem a dalok elhangzási sorrendjéről, sem azok címéről, szerzőjéről, előadójáról, sem a kiadóról, sem a nevezést esetleg jegyző más személy kilétéről az MTVA-tól nem kaptak tájékoztatást.
Az előzsűrizés kétfordulós. Az első fordulóból azok a dalok jutnak tovább, amelyek esetében:
- a meghallgatás első másfél percében legalább nyolcan nem kérik a lejátszás megszakítását
- vagy amelyeket a meghallgatás első másfél percében legalább hatan továbbhallgatásra érdemesnek, majd a végighallgatás után legalább hatan a második fordulóba jutónak minősítenek. Az előzsűrizés első fordulója az érvényes pályázatok számának függvényében több munkanapot is igénybe vehet.

A második fordulóban minden továbbjutott dalt végig kell hallgatni. A dal elhangzása után az előzsűri tagjai 1-től 5-ig terjedő skálán pontozzák azt. Az összes második fordulóba jutott dal végighallgatása és – közvetlenül a meghallgatást követő – pontozása után az egyes dalokat a kapott összpontszám alapján kell rangsorolni. Az előzsűrizésből az első 30 dal jut tovább, míg – csökkenő összpontszám szerinti rangsorban – további legalább öt, legfeljebb tíz dal pótbesorolást kap arra az esetre, ha a továbbjutottak közül valamelyik nevező visszalépne, vagy utóbb derülne ki, hogy a dal vagy annak előadója mégsem felel meg bármely nevezési feltételnek. A második fordulót egy munkanap alatt kell elvégezni.
Ha úgy alakul ki holtverseny, hogy a 30+5–10-es keretszám szempontjából legalacsonyabb összpontszámúakkal együtt számított dalok száma meghaladná a 30-at, illetve 35–40-et, az azonos összpontszámú dalokat újra kell hallgatni és pontozni az előzőek szerint mindaddig, amíg mindegyik dal különböző összpontszámot nem ér el. Ha mind a 30-as, mind a 35–40-es keretszám szempontjából különböző összpontszámú holtverseny alakul ki, először a 30-as keretszámmal kapcsolatos holtversenyt kell megszüntetni. Az újrahallgatás és újrapontozás kizárólag a holtversenyt dönti el, a szavazatok első rangsorolási helyezésénél jobb helyezést akkor sem eredményezhet, ha bármelyik dal a későbbiekben magasabb összpontszámot érne el, mint amennyi az eredetileg kapott összpontszáma volt. Ez megfelelően irányadó akkor is, ha a holtverseny eldöntéséhez többszöri újrahallgatásra és újrapontozásra van szükség.

## A verseny
A beérkezett 435 dal közül egy tíz tagú előzsűri választotta ki a magyar válogató résztvevőit. 2013. december 2-án az M1 Ma reggel című műsorában Lencsó Rita és Rákay Philip elmondta, hogy ebben az évben is harminc dalt válogatnak be az élő műsorokba. Az előzsűrizés december 4-én, 6-án és december 9-én volt. 2013. december 3-án egy sajtókonferencia keretében ismertették a részleteket a műsorról. A nemzeti döntő zsűrije a 2013-assal ellenben ismét négyfős lett, és a tagjai Kovács Kati, Rúzsa Magdi, Rákay Philip, Csiszár Jenő. ByeAlex az előző széria győztese digitális kommentátorként volt jelen a műsorfolyamban. 2013. december 11-én mutatták be a továbbjutott harminc pályaművet. Az első elődöntőre 2014. január 25-én került sor, a döntő pedig 2014. február 22-én került képernyőre.
Januárban és februárban összesen hat show-műsort adtak le. A műsorok során a szakmai zsűri, illetve a közönség szavazata döntött arról, hogy ki képviselje Magyarországot Koppenhágában. A három elődöntőben összesen harminc dal versenyzett, ahonnan összesen tizennyolc dal jutott tovább a két középdöntő egyikébe, onnan pedig nyolc produkció egyenesen a nemzeti döntő fináléjába.
Az adás nem tartalmazott reklámszünetet, de a műsor során többször is bepillantást nyerhettünk a háttérbe, ahol Harsányi Levente és Rátonyi Krisztina készít interjúkat az este fellépőivel. A beszélgetéseket élőben lehetett követni okos telefonos alkalmazásokon, illetve az interneten, az adal2014.hu honlapon is.
ByeAlex az élő tévéműsorban indította el az online akusztik szavazást, ahol a dalok akusztikus verzióira lehetett szavazni, a műsor hivatalos Facebook oldalán, illetve az adal2014.hu hivatalos honlapon. A győztes dal, a This Is My Life, MR2 akusztik koncertlehetőséget nyert az MTVA felajánlásában.

## Élő műsorsorozat
Az élő műsorsorozatban harminc dal vetélkedett az Eurovíziós Dalfesztiválra való kijutásért. A sorozat háromfordulós; hat élő adásból állt, a következők szerint: 3 elődöntő, 2 középdöntő és a döntő.
Minden élő műsorban pontozott a zsűri, és minden élő műsorban szavazhattak a nézők is SMS-ben.
Az elődöntőket az előzsűrizést követő hatvan napon belüli kezdettel, három egymást követő pénteken, szombaton vagy vasárnap kell megrendezni. Minden elődöntőben tíz dal szerepel, ahonnét hat dal jut tovább. Az egyes elődöntőkben szereplő dalokat és azok előadási sorrendjét legkésőbb az előzsűrizés lezárultát követő tizennégy napon belül kell megállapítani. A zsűri az elődöntőkben közvetlenül elhangzásuk után pontozza az egyes dalokat. A kialakult sorrend alapján az elődöntő minden egyes fordulójából három dal automatikusan a középdöntőbe kerül. Ha a pontozás során holtverseny alakul ki, abban az esetben a zsűri egyszerű szótöbbséggel dönt a továbbjutó dal(ok)ról. Elődöntőnként további 3-3 dal a nézői SMS-ek alapján jut a középdöntőbe. Amennyiben az SMS-szavazás alapján alakul ki holtverseny, az a dal jut tovább, amely a zsűri pontozása szerint kialakult sorrendben előbb végzett. Amennyiben a nézői szavazás a zsűri sorrendjében is holtversenyben végzett dalok között alakul ki, a zsűri egyszerű szótöbbséggel dönt a továbbjutó dal(ok)ról.
A középdöntők egy hétvégén (pénteken és szombaton vagy szombaton és vasárnap) vagy két egymást követő hétvégén zajlanak. Mindkét középdöntőben kilenc dal szerepel, és mindkettőből négy jut tovább. Az egyes középdöntőkben szereplő dalokat és azok előadási sorrendjét legkésőbb az elődöntők lezárultát követő három napon belül kell megállapítani. A zsűri közvetlenül a dalok elhangzása után értékeli és pontozza a produkciókat. A kialakult sorrend alapján a középdöntő egyes fordulóiból 2-2 dal kerül automatikusan a döntőbe. Ha a pontozás során holtverseny alakul ki, abban az esetben a zsűri egyszerű szótöbbséggel dönt a továbbjutó dal(ok)ról. A középdöntőkből további 2-2 dal nézői SMS-ek alapján jut a döntőbe. Amennyiben az SMS-szavazás alapján alakul ki holtverseny, az a dal jut tovább, amely a zsűri pontozása szerint kialakult sorrendben előbb végzett. Amennyiben a nézői szavazás holtversenye a zsűri sorrendjében is holtversenyben végzett dalok között alakul ki, a zsűri egyszerű szótöbbséggel dönt a továbbjutó dal(ok)ról.
A döntő a második középdöntőt követő hétvége péntekjén, szombatján vagy vasárnapján zajlik. A döntőben nyolc dal szerepel, azok előadási sorrendjét legkésőbb a középdöntők lezárultát követő három napon belül kell megállapítani. A zsűri az egyes dalok elhangzása után csak értékeli a produkciókat. Az összes dal elhangzása után, az eurovíziós dalversenyek nemzetközi gyakorlatához hasonlóan a négy legjobbnak ítélt produkciót pontozza 10, 8, 6, illetve 4 ponttal. A négy legtöbb pontot szerző dal közül a nézők SMS-szavazatok küldésével választják ki a verseny győztesét. A legtöbb SMS-szavazatot szerzett dal nyeri a versenyt, és ez a produkció képviseli Magyarországot a 2014-es Eurovíziós Dalfesztiválon. Ha a zsűri pontozásának eredményeként úgy alakul ki holtverseny, hogy négynél több dal jutna tovább az SMS-szavazásra, a zsűri a továbbjutás szempontjából utolsó helyen holtversenyben állók közül vagy az(oka)t a dal(oka)t nevezi meg, amelye(ke)t nem juttat a legjobb négy közé, vagy az(oka)t, amelye(ke)t igen. Ha a döntő SMS-szavazása alapján alakul ki holtverseny, a szavazás – a műsoridő-keretek között akár többször is – újraindítható. Mindaddig, amíg a nézők SMS-szavazata alapján el nem dől a végső sorrend.

### Első elődöntő
Az első elődöntőt január 25-én tartotta az MTV tíz előadó részvételével. A végeredmény a telefonos szavazás, illetve szakmai zsűri szavazatai alapján alakult ki, mely alapján a zsűri első három helyezettje, és a nézők első három helyezettje továbbjutott a február 15–16-i középdöntőbe. A műsort élőben közvetítette az M1 és a Duna World, illetve interneten az adal2014.hu. A verseny produkciók mellett extra fellépő volt a műsor zsűritagja Kovács Kati és Bereczki Zoltán, akik a művésznő Most kéne abbahagyni című slágerét adták elő. Érdekesség, hogy a verseny történetében először fordult elő, hogy Csiszár Jenő tíz ponttal jutalmazott egy produkciót.
| Első elődöntő – 2014. január 25. | Első elődöntő – 2014. január 25. | Első elődöntő – 2014. január 25. | Első elődöntő – 2014. január 25.                                                  | Első elődöntő – 2014. január 25. | Első elődöntő – 2014. január 25. | Első elődöntő – 2014. január 25. | Első elődöntő – 2014. január 25. | Első elődöntő – 2014. január 25. | Első elődöntő – 2014. január 25. |
| #                                | Előadó                           | Nyelv                            | Dal (zene / szöveg)                                                               | Pontozás                         | Pontozás                         | Pontozás                         | Pontozás                         | Pontozás                         | Eredmény                         |
| #                                | Előadó                           | Nyelv                            | Dal (zene / szöveg)                                                               | Kovács Kati                      | Rúzsa Magdi                      | Rákay Philip                     | Csiszár Jenő                     | Σ                                | Eredmény                         |
| -------------------------------- | -------------------------------- | -------------------------------- | --------------------------------------------------------------------------------- | -------------------------------- | -------------------------------- | -------------------------------- | -------------------------------- | -------------------------------- | -------------------------------- |
| 01                               | Group'N'Swing                    | magyar                           | Retikül (Romhányi Áron / Lombos Márton)                                           | 9                                | 8                                | 9                                | 8                                | 34                               | Továbbjutott                     |
| 02                               | Cserpes Laura                    | magyar                           | Úgy szállj (Krajczár Péter, Mészáros László / Tabár István)                       | 6                                | 7                                | 8                                | 7                                | 28                               | Kiesett                          |
| 03                               | Lil C                            | angol                            | Break Up (Burai Krisztián, Bodóczki Ernő, Kelemen Csaba / Kelemen Csaba)          | 8                                | 7                                | 8                                | 7                                | 30                               | Kiesett                          |
| 04                               | Oláh Ibolya                      | magyar                           | 1 percig sztár (Oláh Ibolya)                                                      | 8                                | 9                                | 8                                | 9                                | 34                               | Továbbjutott                     |
| 05                               | Extensive                        | angol                            | Help Me (Héjja Krisztián, Horvay Máté, Dolmán Attila / Héjja Krisztián)           | 8                                | 7                                | 8                                | 7                                | 30                               | Kiesett                          |
| 06                               | Szabó Leslie                     | magyar                           | Hogy segíthetnék (Szabó Leslie)                                                   | 8                                | 10                               | 8                                | 9                                | 35                               | Továbbjutott                     |
| 07                               | Hien                             | angol                            | The Way I Do (Nguyen Thanh Hien / Johnny K. Palmer)                               | 7                                | 9                                | 8                                | 8                                | 32                               | Kiesett                          |
| 08                               | Depresszió                       | magyar                           | Csak a zene (Depresszió / Halász Ferenc)                                          | 9                                | 8                                | 8                                | 8                                | 33                               | Továbbjutott                     |
| 09                               | Marge                            | angol                            | Morning Light (Szakos Krisztián / Batta Zsuzsanna "Marge")                        | 8                                | 9                                | 10                               | 9                                | 36                               | Továbbjutott                     |
| 10                               | Király Viktor                    | angol                            | Running Out Of Time (Király Viktor, Diamond Duggal / Király Viktor, Király Tamás) | 10                               | 10                               | 10                               | 10                               | 40                               | Továbbjutott                     |

Az SMS-szavazás során több mint 64 000 érvényes szavazat érkezett be a világ közel 30 országából, mint például Dániából, az Egyesült Királyságból, Görögországból, Kuvaitból, Tunéziából, az Egyesült Arab Emírségekből, Jordániából, az Amerikai Egyesült Államokból, de még Chiléből is.

### Második elődöntő
A második elődöntőt február 1-én tartotta az MTV tíz előadó részvételével. A végeredmény a telefonos szavazás, illetve szakmai zsűri szavazatai alapján alakult ki, mely alapján a zsűri első három helyezettje, és a nézők első három helyezettje továbbjutott a február 15–16-i középdöntőbe. A műsort élőben közvetítette az M1 és a Duna World, illetve interneten az adal2014.hu. A verseny produkciók mellett extra fellépő volt a műsor zsűritagja Rúzsa Magdi és Presser Gábor, akik a Nekem nem szabad című dalt adták elő. Mivel a zsűri által felállított sorrendben holtverseny alakult ki a harmadik, továbbjutó helyen, így el kellett dönteniük, hogy melyik produkció jut általuk a középdöntőbe. Közös megegyezés alapján Bogi produkcióját engedték tovább. A holtverseny másik két résztvevője közül Dér Heni továbbjutott az SMS-szavazatok segítségével, viszont Vastag Tamás kiesett a versenyből.
| Második elődöntő – 2014. február 1. | Második elődöntő – 2014. február 1. | Második elődöntő – 2014. február 1. | Második elődöntő – 2014. február 1.                                                                                         | Második elődöntő – 2014. február 1. | Második elődöntő – 2014. február 1. | Második elődöntő – 2014. február 1. | Második elődöntő – 2014. február 1. | Második elődöntő – 2014. február 1. | Második elődöntő – 2014. február 1. |
| #                                   | Előadó                              | Nyelv                               | Dal (zene / szöveg) | Pontozás                            | Pontozás                            | Pontozás                            | Pontozás                            | Pontozás                            | Eredmény                            |
| #                                   | Előadó                              | Nyelv                               | Dal (zene / szöveg) | Kovács Kati                         | Rúzsa Magdi                         | Rákay Philip                        | Csiszár Jenő                        | Σ                                   | Eredmény                            |
| ----------------------------------- | ----------------------------------- | ----------------------------------- | --- | ----------------------------------- | ----------------------------------- | ----------------------------------- | ----------------------------------- | ----------------------------------- | ----------------------------------- |
| 11                                  | Dér Heni                            | magyar                              | Ég veled (Burai Krisztián, Dér Heni, Bodócki Ernő / Burai Krisztián, Szabó Norbert)                                         | 8                                   | 10                                  | 9                                   | 8                                   | 35                                  | Továbbjutott                        |
| 12                                  | Belmondo                            | magyar                              | Miért ne higgyem? (Czutor Zoltán)                                                                                           | 8                                   | 8                                   | 8                                   | 9                                   | 33                                  | Kiesett                             |
| 13                                  | Joni                                | angol                               | Waterfall (Johanna Toth, Gabriella Wilson, Michael James Down, Emanule Abrahamsson, Dimitri Stassos, Pataki Tamás)          | 8                                   | 9                                   | 10                                  | 9                                   | 36                                  | Továbbjutott                        |
| 14                                  | 2Beat or Not 2Beat                  | magyar                              | Meg akarom mondani (Stefaich Tibor / Dornai József, Stefaich Tibor)                                                         | 7                                   | 7                                   | 8                                   | 8                                   | 30                                  | Kiesett                             |
| 15                                  | Dallos Bogi                         | angol                               | We All (Tóth G. Zoltán / Halász Péter, Tóth G. Zoltán)                                                                      | 7                                   | 9                                   | 10                                  | 9                                   | 35                                  | Továbbjutott                        |
| 16                                  | Vastag Tamás                        | magyar                              | Állj meg világ (Vastag Tamás, Johnny Sanchez, Erik Mjörnell, Samuel Gajicki, Primož Poglajen, Tobias Grenholm, Marsi Laura) | 9                                   | 8                                   | 9                                   | 9                                   | 35                                  | Kiesett                             |
| 17                                  | Szécsi Böbe és Szécsi Saci          | angol                               | Born To Fly (Szécsi Sarolta, Czutor Zoltán, Csöndör László "Diaz" / Szécsi Sarolta)                                         | 7                                   | 7                                   | 8                                   | 8                                   | 30                                  | Kiesett                             |
| 18                                  | Polyák Lilla                        | magyar                              | Karcolás (Rakonczai Viktor, Rácz Gergő / Homonnay Zsolt)                                                                    | 8                                   | 7                                   | 8                                   | 8                                   | 31                                  | Továbbjutott                        |
| 19                                  | Muzikfabrik                         | angol                               | This Is My Life (Rozmann András, Sinka Szilárd, Sövegjártó László / Hegyi Ákos, Sövegjártó László)                          | 9                                   | 9                                   | 8                                   | 8                                   | 34                                  | Továbbjutott                        |
| 20                                  | Kállay-Saunders                     | angol                               | Running (Kállay-Saunders András, Szakos Krisztián / Kállay-Saunders András)                                                 | 9                                   | 9                                   | 10                                  | 10                                  | 38                                  | Továbbjutott                        |

Az SMS-szavazás során mintegy 60 000 érvényes szavazat érkezett be a világ közel 30 országából, mint például Kuvaitból, az Egyesült Arab Emírségekből, Egyiptomból, Ausztráliából de még Pakisztánból is.

### Harmadik elődöntő
A harmadik elődöntőt február 8-án tartotta az MTV tíz előadó részvételével. A végeredmény a telefonos szavazás, illetve szakmai zsűri szavazatai alapján alakult ki, mely alapján a zsűri első három helyezettje, és a nézők első három helyezettje továbbjutott a február 15–16-i középdöntőbe. A műsort élőben közvetítette az M1 és a Duna World, illetve interneten az adal2014.hu. A verseny produkciók mellett extra fellépő volt Deák Bill Gyula és Mohamed Fatima, akik a Ne szeress engem című Sztevanovity Dusán–Presser Gábor dalt adták elő.
| Harmadik elődöntő – 2014. február 8. | Harmadik elődöntő – 2014. február 8. | Harmadik elődöntő – 2014. február 8. | Harmadik elődöntő – 2014. február 8.                                                                             | Harmadik elődöntő – 2014. február 8. | Harmadik elődöntő – 2014. február 8. | Harmadik elődöntő – 2014. február 8. | Harmadik elődöntő – 2014. február 8. | Harmadik elődöntő – 2014. február 8. | Harmadik elődöntő – 2014. február 8. |
| #                                    | Előadó                               | Nyelv                                | Dal (zene / szöveg)                                                                                              | Pontozás                             | Pontozás                             | Pontozás                             | Pontozás                             | Pontozás                             | Eredmény                             |
| #                                    | Előadó                               | Nyelv                                | Dal (zene / szöveg)                                                                                              | Kovács Kati                          | Rúzsa Magdi                          | Rákay Philip                         | Csiszár Jenő                         | Σ                                    | Eredmény                             |
| ------------------------------------ | ------------------------------------ | ------------------------------------ | --- | ------------------------------------ | ------------------------------------ | ------------------------------------ | ------------------------------------ | ------------------------------------ | ------------------------------------ |
| 21                                   | Radics Gigi                          | angol                                | Catch Me (Freja Blomberg, Maria Marcus / Charlie Mason)                                                          | 8                                    | 8                                    | 8                                    | 8                                    | 32                                   | Továbbjutott                         |
| 22                                   | Fool Moon                            | angol                                | It Can’t Be Over (Bella Máté, Rácz Gergő / Galambos Attila, Szente Vajk)                                         | 10                                   | 8                                    | 9                                    | 8                                    | 35                                   | Továbbjutott                         |
| 23                                   | Gájer Bálint                         | magyar                               | Elmaradt pillanatok (Romhányi Áron, Gájer Bálint / Orbán Tamás)                                                  | 9                                    | 8                                    | 9                                    | 7                                    | 33                                   | Kiesett                              |
| 24                                   | Knoll Gabi                           | angol                                | Sweet Memories (Mike Previti, Steve Horner / Mike Previti, Steve Horner, Knoll Gabi)                             | 7                                    | 7                                    | 8                                    | 7                                    | 29                                   | Kiesett                              |
| 25                                   | New Level Empire                     | angol                                | The Last One (Krajczár Péter, Ujvári Zoltán Szilveszter, Nyújtó Sándor, Mayer Petra / Ujvári Zoltán Szilveszter) | 8                                    | 9                                    | 10                                   | 9                                    | 36                                   | Továbbjutott                         |
| 26                                   | BülBüls                              | magyar                               | Minden mosoly (Bruzsa Gábor, Demeter Géza / Demeter Géza)                                                        | 7                                    | 7                                    | 8                                    | 8                                    | 30                                   | Kiesett                              |
| 27                                   | Király Linda                         | angol                                | Everything (Shannon S. / Király Linda)                                                                           | 8                                    | 9                                    | 8                                    | 9                                    | 34                                   | Kiesett                              |
| 28                                   | Honeybeast                           | magyar                               | A legnagyobb hős (Bencsik Kovács Zoltán)                                                                         | 9                                    | 8                                    | 9                                    | 8                                    | 34                                   | Továbbjutott                         |
| 29                                   | Pál Dénes                            | angol                                | Brave New World (Gatti di Amalfi / Jónás Vera)                                                                   | 8                                    | 10                                   | 10                                   | 10                                   | 38                                   | Továbbjutott                         |
| 30                                   | Mystery Gang                         | magyar                               | Játssz még jazzgitár (Egri Péter)                                                                                | 7                                    | 7                                    | 9                                    | 8                                    | 31                                   | Továbbjutott                         |

Az SMS-szavazás során több mint 65 000 érvényes szavazat érkezett be a világ több mint 30 országából.

### Első középdöntő
Az első középdöntőt február 15-én szombat este tartotta az MTV a három elődöntőből továbbjutott előadók egyik felének részvételével. A végeredmény a telefonos szavazás, illetve szakmai zsűri szavazatai alapján alakult ki, mely alapján a zsűri első kettő helyezettje, és a nézők első kettő helyezettje továbbjutott a február 22-i döntőbe. A műsort élőben közvetítette az M1 és a Duna World, illetve interneten az adal2014.hu. A verseny produkciók mellett extra fellépő volt Korda György és a Hooligans, akik a Lady N című dalt adták elő.
| Első középdöntő – 2014. február 15. | Első középdöntő – 2014. február 15. | Első középdöntő – 2014. február 15. | Első középdöntő – 2014. február 15.                                                                                | Első középdöntő – 2014. február 15. | Első középdöntő – 2014. február 15. | Első középdöntő – 2014. február 15. | Első középdöntő – 2014. február 15. | Első középdöntő – 2014. február 15. | Első középdöntő – 2014. február 15. |
| #                                   | Előadó                              | Nyelv                               | Dal (zene / szöveg)                                                                                                | Pontozás                            | Pontozás                            | Pontozás                            | Pontozás                            | Pontozás                            | Eredmény                            |
| #                                   | Előadó                              | Nyelv                               | Dal (zene / szöveg)                                                                                                | Kovács Kati                         | Rúzsa Magdi                         | Rákay Philip                        | Csiszár Jenő                        | Σ                                   | Eredmény                            |
| ----------------------------------- | ----------------------------------- | ----------------------------------- | --- | ----------------------------------- | ----------------------------------- | ----------------------------------- | ----------------------------------- | ----------------------------------- | ----------------------------------- |
| 01                                  | Mystery Gang                        | magyar                              | Játssz még jazzgitár (Egri Péter)                                                                                  | 7                                   | 8                                   | 8                                   | 8                                   | 31                                  | Kiesett                             |
| 02                                  | Joni                                | angol                               | Waterfall (Johanna Toth, Gabriella Wilson, Michael James Down, Emanule Abrahamsson, Dimitri Stassos, Pataki Tamás) | 8                                   | 7                                   | 8                                   | 7                                   | 30                                  | Kiesett                             |
| 03                                  | Király Viktor                       | angol                               | Running Out Of Time (Király Viktor, Diamond Duggal / Király Viktor, Király Tamás)                                  | 9                                   | 10                                  | 10                                  | 10                                  | 39                                  | Továbbjutott                        |
| 04                                  | Group'N'Swing                       | magyar                              | Retikül (Romhányi Áron / Lombos Márton)                                                                            | 9                                   | 8                                   | 8                                   | 7                                   | 32                                  | Kiesett                             |
| 05                                  | Bogi                                | angol                               | We All (Tóth G. Zoltán / Halász Péter, Tóth G. Zoltán)                                                             | 8                                   | 10                                  | 10                                  | 10                                  | 38                                  | Továbbjutott                        |
| 06                                  | Depresszió                          | magyar                              | Csak a zene (Depresszió / Halász Ferenc)                                                                           | 9                                   | 9                                   | 8                                   | 8                                   | 34                                  | Továbbjutott                        |
| 07                                  | Szabó Leslie                        | magyar                              | Hogy segíthetnék (Szabó Leslie)                                                                                    | 8                                   | 10                                  | 9                                   | 8                                   | 35                                  | Kiesett                             |
| 08                                  | Radics Gigi                         | angol                               | Catch Me (Freja Blomberg, Maria Marcus / Charlie Mason)                                                            | 8                                   | 8                                   | 8                                   | 8                                   | 32                                  | Kiesett                             |
| 09                                  | New Level Empire                    | angol                               | The Last One (Krajczár Péter, Ujvári Zoltán Szilveszter, Nyújtó Sándor, Mayer Petra / Ujvári Zoltán Szilveszter)   | 8                                   | 9                                   | 10                                  | 9                                   | 36                                  | Továbbjutott                        |

Az SMS-szavazás során közel 100 000 érvényes szavazat érkezett be 33 országból, például Pakisztánból, Dániából és Norvégiából is.

### Második középdöntő
A második középdöntőt február 16-án vasárnap este tartotta az MTV a három elődöntőből továbbjutott előadók másik felének részvételével. A végeredmény a telefonos szavazás, illetve szakmai zsűri szavazatai alapján alakult ki, mely alapján a zsűri első kettő helyezettje, és a nézők első kettő helyezettje továbbjutott a február 22-i döntőbe. A műsort élőben közvetítette az M1 és a Duna World, illetve interneten az adal2014.hu. A verseny produkciók mellett extra fellépő volt Fenyő Miklós és Szabó Kimmel Tamás, akik a Made in Hungária című dalt adták elő. Mivel a zsűri által felállított sorrendben holtverseny alakult ki a második, továbbjutó helyen, így el kellett dönteniük, hogy melyik produkció jut általuk a döntőbe. Közös megegyezés alapján a Fool Moon produkcióját engedték tovább. A holtverseny másik résztvevője Pál Dénes pedig továbbjutott az SMS-szavazatok segítségével.
| Második középdöntő – 2014. február 16. | Második középdöntő – 2014. február 16. | Második középdöntő – 2014. február 16. | Második középdöntő – 2014. február 16.                                                             | Második középdöntő – 2014. február 16. | Második középdöntő – 2014. február 16. | Második középdöntő – 2014. február 16. | Második középdöntő – 2014. február 16. | Második középdöntő – 2014. február 16. | Második középdöntő – 2014. február 16. |
| #                                      | Előadó                                 | Nyelv                                  | Dal (zene / szöveg)                                                                                | Pontozás                               | Pontozás                               | Pontozás                               | Pontozás                               | Pontozás                               | Eredmény                               |
| #                                      | Előadó                                 | Nyelv                                  | Dal (zene / szöveg)                                                                                | Kovács Kati                            | Rúzsa Magdi                            | Rákay Philip                           | Csiszár Jenő                           | Σ                                      | Eredmény                               |
| -------------------------------------- | -------------------------------------- | -------------------------------------- | -------------------------------------------------------------------------------------------------- | -------------------------------------- | -------------------------------------- | -------------------------------------- | -------------------------------------- | -------------------------------------- | -------------------------------------- |
| 01                                     | Muzikfabrik                            | angol                                  | This Is My Life (Rozmann András, Sinka Szilárd, Sövegjártó László / Hegyi Ákos, Sövegjártó László) | 9                                      | 8                                      | 8                                      | 9                                      | 34                                     | Kiesett                                |
| 02                                     | Polyák Lilla                           | magyar                                 | Karcolás (Rakonczai Viktor, Rácz Gergő / Homonnay Zsolt)                                           | 8                                      | 8                                      | 8                                      | 8                                      | 32                                     | Kiesett                                |
| 03                                     | Pál Dénes                              | angol                                  | Brave New World (Gatti di Amalfi / Jónás Vera)                                                     | 8                                      | 10                                     | 10                                     | 10                                     | 38                                     | Továbbjutott                           |
| 04                                     | Honeybeast                             | magyar                                 | A legnagyobb hős (Bencsik Kovács Zoltán)                                                           | 9                                      | 10                                     | 9                                      | 9                                      | 37                                     | Továbbjutott                           |
| 05                                     | Marge                                  | angol                                  | Morning Light (Szakos Krisztián / Batta Zsuzsanna "Marge")                                         | 8                                      | 9                                      | 9                                      | 9                                      | 35                                     | Kiesett                                |
| 06                                     | Kállay-Saunders András                 | angol                                  | Running (Kállay-Saunders András, Szakos Krisztián / Kállay-Saunders András)                        | 10                                     | 10                                     | 10                                     | 10                                     | 40                                     | Továbbjutott                           |
| 07                                     | Oláh Ibolya                            | magyar                                 | 1 percig sztár (Oláh Ibolya)                                                                       | 8                                      | 9                                      | 8                                      | 8                                      | 33                                     | Kiesett                                |
| 08                                     | Fool Moon                              | angol                                  | It Can’t Be Over (Bella Máté, Rácz Gergő / Galambos Attila, Szente Vajk)                           | 10                                     | 10                                     | 9                                      | 9                                      | 38                                     | Továbbjutott                           |
| 09                                     | Dér Heni                               | magyar                                 | Ég veled (Burai Krisztián, Dér Heni, Bodócki Ernő / Burai Krisztián, Szabó Norbert)                | 8                                      | 9                                      | 9                                      | 9                                      | 35                                     | Kiesett                                |

### Döntő
A döntőt február 22-én tartotta az MTV a két középdöntőből továbbjutott nyolc előadó részvételével. A végeredmény a telefonos szavazás, illetve a szakmai zsűri szavazatai alapján alakult ki. Első körben a továbbjuttatott nyolc versenyzőből kizárólag a zsűri szavazatok alapján jelölték ki azt a négy dalt, amelyek közül a telefonos szavazatok döntötték el, hogy szerintük melyik dal képviselje Magyarországot az Eurovíziós Dalfesztiválon. A zsűri a megszokottól eltérően az összes produkció elhangzása után pontozott. Az első helyezett 10 pontot kapott, a második 8-at, a harmadik 6-ot, míg a negyedik 4 pontot. A műsort élőben közvetítette az M1 és a Duna World, illetve interneten az adal2014.hu és a eurovision.tv. A műsor nyitányaként az akusztikus szavazás első helyezettje, a Muzikfabrik bemutatta a dalának, a This Is My Life-nak ezen verzióját. Meghívott előadóként lépett fel a 2013-as Eurovíziós Dalfesztivál magyar indulója, A Dal 2014 digitális kommentátora, ByeAlex, aki a Magyar Rádió szimfonikus zenekarával a Kedvesemet adta elő.
| #  | Előadó                 | Nyelv         | Dal (zene / szöveg)                                                                                              | Zsűri (Összesen) | Eredmény (Zsűri) | Eredmény (SMS) |
| -- | ---------------------- | ------------- | --- | ---------------- | ---------------- | -------------- |
| 01 | Depresszió             | magyar        | Csak a zene (Depresszió / Halász Ferenc)                                                                         | 0                | 7.               | —              |
| 02 | Bogi                   | angol         | We All (Tóth G. Zoltán / Halász Péter, Tóth G. Zoltán)                                                           | 26               | 2.               |                |
| 03 | Kállay-Saunders András | angol         | Running (Kállay-Saunders András, Szakos Krisztián / Kállay-Saunders András)                                      | 30               | 1.               | 1.             |
| 04 | New Level Empire       | angol         | The Last One (Krajczár Péter, Ujvári Zoltán Szilveszter, Nyújtó Sándor, Mayer Petra / Ujvári Zoltán Szilveszter) | 12               | 5.               | —              |
| 05 | Pál Dénes              | angol, magyar | Brave New World (Gatti di Amalfi / Jónás Vera)                                                                   | 4                | 6.               | —              |
| 06 | Fool Moon              | angol         | It Can’t Be Over (Bella Máté, Rácz Gergő / Galambos Attila, Szente Vajk)                                         | 22               | 3.               | 2.             |
| 07 | Király Viktor          | angol         | Running Out Of Time (Király Viktor, Diamond Duggal / Király Viktor, Király Tamás)                                | 18               | 4.               |                |
| 08 | Honeybeast             | magyar        | A legnagyobb hős (Bencsik Kovács Zoltán)                                                                         | 0                | 7.               | —              |

#### Ponttáblázat
| Dalok                               | Zsűri szavazatok | Zsűri szavazatok | Zsűri szavazatok | Zsűri szavazatok | Zsűri szavazatok |
| Dalok                               | Össz             | Kovács Kati      | Rúzsa Magdi      | Rákay Philip     | Csiszár Jenő     |
| ----------------------------------- | ---------------- | ---------------- | ---------------- | ---------------- | ---------------- |
| Csak a zene (Depresszió)            | 0                |                  |                  |                  |                  |
| We All (Bogi)                       | 26               |                  | 6                | 10               | 10               |
| Running (Kállay-Saunders András)    | 30               | 8                | 10               | 8                | 4                |
| The Last One (New Level Empire)     | 12               | 4                |                  |                  | 8                |
| Brave New World (Pál Dénes)         | 4                |                  | 4                |                  |                  |
| It Can’t Be Over (Fool Moon)        | 22               | 10               | 8                | 4                |                  |
| Running Out Of Time (Király Viktor) | 18               | 6                |                  | 6                | 6                |
| A legnagyobb hős (Honeybeast)       | 0                |                  |                  |                  |                  |

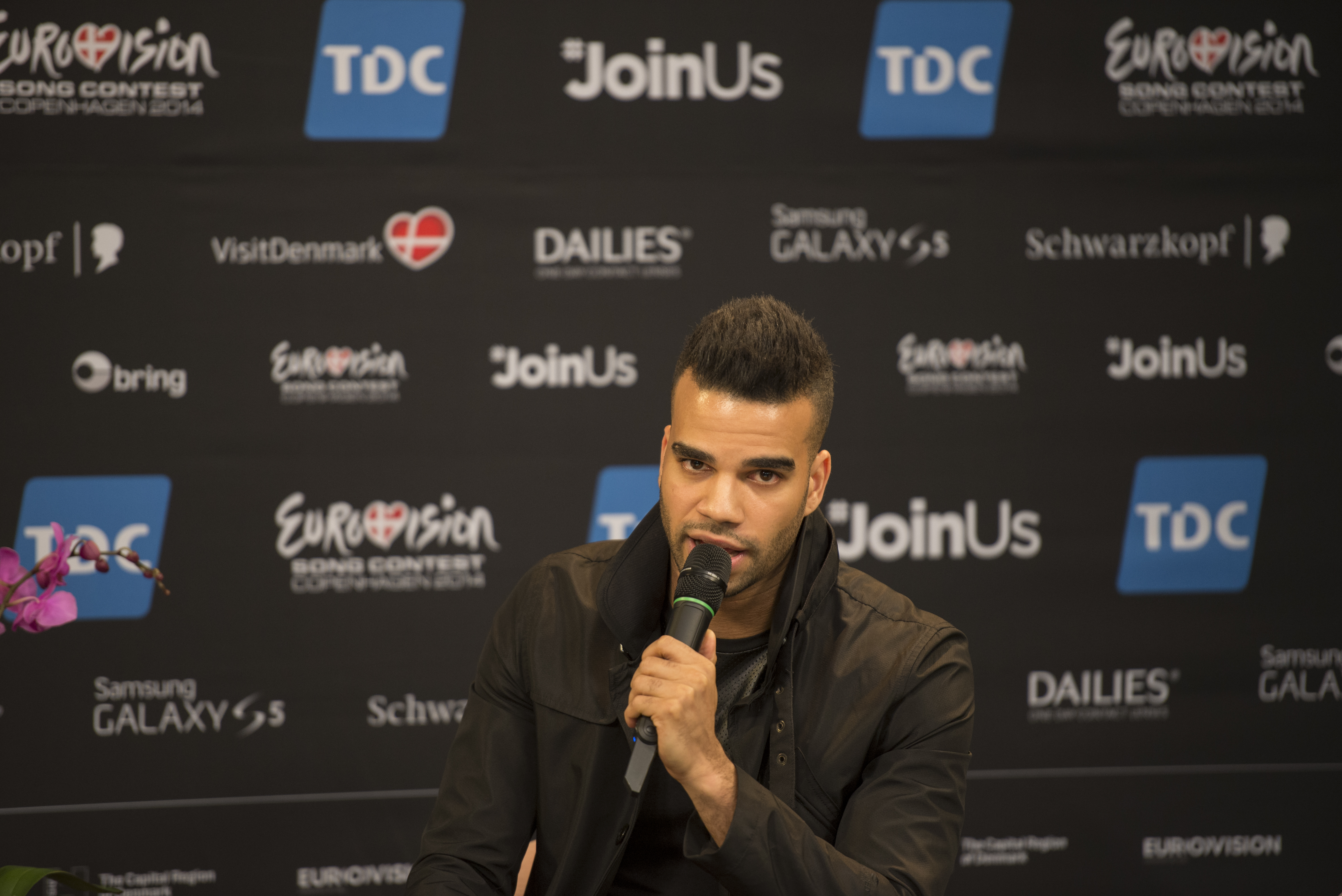
Kállay-Saunders András, a verseny győztese

Az SMS-szavazás során közel 152 000 érvényes szavazat érkezett be.
A zsűri és a nézői szavazatok alapján is A Dalt Kállay-Saunders András nyerte. Emmelie de Forest, a 2013-as Eurovíziós Dalfesztivál győztese is köszöntötte A Dal nyertesét.

## Visszatérő előadók

### A Dal
| Előadó                             | Előző évek | Előző dalok                                      | Eredmény                  |
| ---------------------------------- | ---------- | ------------------------------------------------ | ------------------------- |
| Bogi                               | 2013       | Tükörkép                                         | Első elődöntő (8. hely)   |
| Cserpes Laura                      | 2013       | Élj pont úgy!                                    | Döntő (6. hely)           |
| Kállay-Saunders András             | 2012       | I Love You                                       | Első elődöntő (5. hely)   |
| Kállay-Saunders András             | 2013       | My Baby                                          | Döntő (2. hely)           |
| Király Linda                       | 2012       | Untried (A The Kiralys tagjaként, Király Bennel) | Döntő (4. hely)           |
| Király Viktor                      | 2012       | Untried (A The Kiralys tagjaként, Király Bennel) | Döntő (4. hely)           |
| Pál Dénes                          | 2013       | Szíveddel láss (Agárdi Szilvia közreműködésében) | Döntő (=7. hely)          |
| Polyák Lilla                       | 2013       | Valami más                                       | Első középdöntő (6. hely) |
| Radics Gigi                        | 2013       | Úgy fáj                                          | Döntő (3. hely)           |
| Rácz Gergő (A Fool Moon tagjaként) | 2013       | Csak állj mellém                                 | Döntő (=7. hely)          |
| Vastag Tamás                       | 2013       | Holnaptól                                        | Döntő (4. hely)           |

Továbbá a Belmondo 2012-ben és Hien a Fool Moonnal, Dér Heni pedig a Sugarloaffal 2013-ban, mint vendégelőadó léptek fel A Dal színpadán. Ebből Hien és Dér Heni külön-külön, mint versenyző mérettettek meg. A Sugarloaf nem vett részt a versenyen.

### Korábbi magyar nemzeti döntők
| Előadó                             | Előző évek | Előző dalok                                   | Eredmény |
| ---------------------------------- | ---------- | --------------------------------------------- | -------- |
| Rácz Gergő (A Fool Moon tagjaként) | 1997       | Miért kell, hogy elmenj? (A V.I.P. tagjaként) | 1. hely  |
| Fool Moon                          | 2008       | Szívverés (Csézy vokalistáiként)              | 1. hely  |

## Hivatalos album
Az A Dal 2014 – A legjobb 30 a 2014-es Eurovíziós Dalfesztivál magyarországi nemzeti döntős dalainak válogatáslemeze, melyet az MTVA jelentetett meg 2014. január 24-én. Az album tartalmazta mind a 30 műsorban részt vevő dalt, beleértve azokat is, akik nem jutottak tovább a elő-, illetve a középdöntőből.
| CD 1  | CD 1                  | CD 1      | CD 1                    | CD 1  | CD 1 | CD 1 | CD 1 | CD 1 | CD 1 |
|       | Cím                   | Szerző(k) | Előadó                  | Hossz |      |      |      |      |      |
| ----- | --------------------- | --------- | ----------------------- | ----- | ---- | ---- | ---- | ---- | ---- |
| 1.    | A legnagyobb hős      |           | Honeybeast              | 2:52  |      |      |      |      |      |
| 2.    | Running Out Of Time   |           | Király Viktor           | 2:50  |      |      |      |      |      |
| 3.    | This Is My Life       |           | Muzikfabrik             | 3:00  |      |      |      |      |      |
| 4.    | 1 percig sztár        |           | Oláh Ibolya             | 3:01  |      |      |      |      |      |
| 5.    | Waterfall             |           | Joni                    | 3:06  |      |      |      |      |      |
| 6.    | Játssz Még Jazzgitár! |           | Mystery Gang            | 3:00  |      |      |      |      |      |
| 7.    | The Way I Do          |           | Hien                    | 3:01  |      |      |      |      |      |
| 8.    | Elmaradt pillanatok   |           | Gájer Bálint            | 3:39  |      |      |      |      |      |
| 9.    | Help Me               |           | Extensive               | 2:57  |      |      |      |      |      |
| 10.   | Hogy segíthetnék?     |           | Szabó Leslie            | 2:59  |      |      |      |      |      |
| 11.   | We All                |           | Dallos Bogi             | 2:58  |      |      |      |      |      |
| 12.   | Retikül               |           | Group'n'swing           | 2:57  |      |      |      |      |      |
| 13.   | Running               |           | Kállay-Saunders András  | 3:03  |      |      |      |      |      |
| 14.   | Állj meg világ        |           | Vastag Tamás            | 3:00  |      |      |      |      |      |
| 15.   | Born To Fly           |           | Böbe Szécsi Szécsi Saci | 3:00  |      |      |      |      |      |
| 44:41 |                       |           |                         |       |      |      |      |      |      |

| CD 2  | CD 2               | CD 2      | CD 2                      | CD 2  | CD 2 | CD 2 | CD 2 | CD 2 | CD 2 |
|       | Cím                | Szerző(k) | Előadó                    | Hossz |      |      |      |      |      |
| ----- | ------------------ | --------- | ------------------------- | ----- | ---- | ---- | ---- | ---- | ---- |
| 1.    | Miért ne higgyem   |           | Belmondo                  | 3:58  |      |      |      |      |      |
| 2.    | Everything         |           | Király Linda              | 2:59  |      |      |      |      |      |
| 3.    | Karcolás           |           | Polyák Lilla              | 2:59  |      |      |      |      |      |
| 4.    | The Last One       |           | New Level Empire          | 3:30  |      |      |      |      |      |
| 5.    | Break Up           |           | Lil. C                    | 2:57  |      |      |      |      |      |
| 6.    | Minden mosoly      |           | BülBüls                   | 3:00  |      |      |      |      |      |
| 7.    | Catch Me           |           | Radics Gigi               | 3:20  |      |      |      |      |      |
| 8.    | Meg akarom mondani |           | 2Beat or Not 2Beat        | 2:52  |      |      |      |      |      |
| 9.    | It Can't Be Over   |           | Fool Moon                 | 2:59  |      |      |      |      |      |
| 10.   | Úgy szállj         |           | Cserpes Laura             | 3:01  |      |      |      |      |      |
| 11.   | Brave New World    |           | Gatti di Amalfi Pál Dénes | 3:05  |      |      |      |      |      |
| 12.   | Csak a Zene        |           | Depresszió                | 3:14  |      |      |      |      |      |
| 13.   | Morning Light      |           | Marge                     | 2:46  |      |      |      |      |      |
| 14.   | Sweet Memories     |           | Knoll Gabi                | 3:01  |      |      |      |      |      |
| 15.   | Ég veled           |           | Dér Heni                  | 3:22  |      |      |      |      |      |
| 42:55 |                    |           |                           |       |      |      |      |      |      |

## Nézettség
A 4+-os adatok a teljes lakosságra, a 18–59-es adatok a célközönségre vonatkoznak. A nézettség csak az M1 számait mutatja, mivel nincs elérhető információ arról, hogy a két csatornán összesen hányan követték figyelemmel a műsort.
Jelmagyarázat
     – A Dal 2014 legmagasabb nézettsége
     – A Dal 2014 legalacsonyabb nézettsége
| Adás                         | Sugárzás                          | M1                   | M1                   | M1                   | M1                  | M1                  | M1                  | Forrás        |
| Adás                         | Sugárzás                          | Teljes lakosság (4+) | Teljes lakosság (4+) | Teljes lakosság (4+) | Célközönség (18–59) | Célközönség (18–59) | Célközönség (18–59) | Forrás        |
| Adás                         | Sugárzás                          | AMR                  | Arány (SHR%)         | Heti helyezés        | AMR                 | Arány (SHR%)        | Heti helyezés       | Forrás        |
| A Dal 2014                   | A Dal 2014                        | A Dal 2014           | A Dal 2014           | A Dal 2014           | A Dal 2014          | A Dal 2014          | A Dal 2014          | A Dal 2014    |
| ---------------------------- | --------------------------------- | -------------------- | -------------------- | -------------------- | ------------------- | ------------------- | ------------------- | ------------- |
| Első elődöntő                | 2014. január 25., szombat 20:20   | 826 703              | 17,6                 | 11.                  | 355 351             | 12,8                | 16.                 | [ 8 ] [ 9 ]   |
| Második elődöntő             | 2014. február 1., szombat 20:20   | 805 730              | 16,8                 | 9.                   | 360 520             | 12,8                | 16.                 | [ 10 ] [ 11 ] |
| Harmadik elődöntő            | 2014. február 8., szombat 20:20   | 796 441              | 16,9                 | 10.                  | 362 299             | 13,2                | 17.                 | [ 12 ]        |
| Első középdöntő              | 2014. február 15., szombat 20:20  | 696 380              | 15,4                 | 12.                  | 292 041             | 10,8                | 22.                 | [ 13 ]        |
| Második középdöntő           | 2014. február 16., vasárnap 20:20 | 442 140              | 8,9                  | n. a.                | 131 464             | 6,3                 | n. a.               | [ 14 ]        |
| Döntő                        | 2014. február 22., szombat 20:20  | 890 558              | 19,9                 | 10.                  | 377 073             | 14,4                | 16.                 | [ 15 ]        |
| Eurovíziós Dalfesztivál 2014 |                                   |                      |                      |                      |                     |                     |                     |               |
| Elővízió                     | 2014. május 6., kedd 20:20        | 296 000              | 6,7                  |                      | 56 000              | 3,6                 |                     | [ 16 ]        |
| Első elődöntő                | 2014. május 6., kedd 21:00        | 526 000              | 13                   |                      | 192 000             | 12,1                |                     | [ 16 ]        |
| Vízió múlt                   | 2014. május 8., csütörtök 20:20   | 252 000              | 5,8                  |                      | 58 000              | 3,7                 |                     | [ 16 ]        |
| Második elődöntő             | 2014. május 8., csütörtök 21:00   | 366 000              | 9,3                  |                      | 151 000             | 9,2                 |                     | [ 16 ]        |
| Elővízió                     | 2014. május 10., szombat 20:20    | 436 150              | 10,5                 | 25.                  | 220 345             | 9,3                 | 27.                 | [ 16 ]        |
| Döntő                        | 2014. május 10., szombat 21:00    | 917 752              | 27,4                 | 4.                   | 557 284             | 27                  | 2.                  | [ 16 ]        |

A Dalt párhuzamosan közvetítette az M1-gyel, a Duna World, illetve másnap 13 órakor a Duna World megismételte. A második középdöntőt február 22-én délután, a döntő napján ismételték meg. Az Eurovíziós Dalfesztivál csak az M1-en volt látható, HD minőségben.
A Nielsen Közönségmérés adatai szerint A Dal döntőjében a műsor közönségaránya az M1 és a Duna World csatornán együttesen a teljes népesség körében csaknem 23%-os (1 025 000 néző) volt, a felnőttek körében majdnem 24%-os, míg a 18-49 évesek között 16,7%-os.